# Krężna
Krężna [pronunciación en polaco: /ˈkrɛ̃ʐna/] es una aldea ubicada en el distrito administrativo de Gmina Wola Krzysztoporska, dentro del condado de Piotrków, voivodato de Łódź, en el centro de Polonia. Se encuentra a unos 3 kilómetros al norte de Wola Krzysztoporska, a 8 kilómetros al suroeste de Piotrków Trybunalski, y a 47 kilómetros al sur de la capital regional Łódź.